# Rhinolophus schnitzleri
Rhinolophus schnitzleri és una espècie de ratpenat de la família dels rinolòfids. És endèmic de la Xina. Hi ha dubtes importants sobre la seva validesa taxonòmica i és probable que sigui una subespècie del ratpenat de ferradura xinès.

## Descripció

### Dimensions
És un ratpenat de mida mitjana amb la llargada de l'avantbraç de 57,7 mm, la llargada de la cua de 26,9 mm, la llargada del peu de 10 mm i la llargada de les orelles de 30,1 mm.

### Aspecte
El pelatge és llarg. El color de les parts dorsals és castany, mentre que les parts ventrals són de color marró clar. La fulla nasal és gris clar, presenta una agulla excepcionalment curta i amb la punta arrodonida, una depressio gran, molt llarga, amb la punta roma i els costats gairebé paral·lels i lleugerament estesos cap endavant. La porció anterior és gairebé circular i molt ampla, amb una profunda fissura mediana. Les orelles són enormes i arrodonides, mentre que l'antitragus està ben desenvolupat. Les membranes alars són marrons i acoblades posteriorment als turmells. Els dits de les ales són llargs i esvelts. La cua és llarga s'estén més enllà de l'ample uropatagi, que és marró.

## Biologia

### Comportament
Es refugia a l'interior de coves.

### Alimentació
S'alimenta d'insectes.

## Distribució i hàbitat
Aquesta espècie és coneguda només per un individu mascle adult capturat prop de Kunming, a la província xinesa de Yunnan.
Viu en àrees cultivades a aproximadament 1.550 metres d'altitud.

## Estat de conservació
Com que fou descoberta fa poc, l'estat de conservació d'aquesta espècie encara no ha estat avaluat formalment.